# Queensland
Queensland, ou na sua forma aportuguesada, Queenslândia (abreviado como Qld), é o segundo maior e terceiro estado mais populoso da Austrália. O estado está situado no nordeste do país, e faz fronteira com o Território do Norte a oeste, e com a Austrália Meridional e Nova Gales do Sul a sudoeste e sul, respectivamente. A leste, Queensland faz fronteira com o Mar de Coral e com o Oceano Pacífico. Ao norte, está o Estreito de Torres, com a Papua-Nova Guiné localizada a menos de 200 quilômetros do continente. O estado é a sexta maior entidade subnacional do mundo, com uma área de 1 852 642 quilômetros quadrados.
Em 15 de maio de 2018, Queensland tinha uma população de 5 milhões de habitantes, concentrada ao longo da costa e particularmente no sudeste do estado. A capital e maior cidade do estado é Brisbane, a terceira maior cidade da Austrália. Frequentemente chamado de "Sunshine State", Queensland abriga 10 das 30 maiores cidades da Austrália e possui a terceira maior economia do país. O turismo no estado, alimentado em grande parte por seu clima quente, é uma grande indústria.
Queensland foi habitada pela primeira vez por aborígenes australianos e nativos do Estreito de Torres. O primeiro europeu a desembarcar em Queensland, e na Austrália, foi o navegador holandês Willem Janszoon em 1606, que explorou a costa oeste da Península do Cabo York, perto da atual Weipa. Em 1770, o tenente James Cook reivindicou a costa leste da Austrália para o Reino da Grã-Bretanha. A Colônia de Nova Gales do Sul foi fundada em 1788 pelo governador Arthur Phillip em Sydney, e naquela época, Nova Gales do Sul incluía tudo o que hoje é Queensland, Vitória e Tasmânia. O estado de Queensland foi explorado nas décadas subsequentes até o estabelecimento de uma colônia penal em Brisbane em 1824 por John Oxley. O transporte de prisioneiros cessou em 1839 e o estabelecimento de pessoas livres foi permitido a partir de 1842.
O estado foi nomeado em homenagem à Rainha Vitória (em inglês:  Queen Victoria), que assinou em 6 de junho de 1859 as cartas-patente que o separaram da Colônia de Nova Gales do Sul. O dia de Queensland é comemorado anualmente em todo o estado em 6 de junho. O estado de Queensland foi uma das seis colônias que se tornaram os estados fundadores da Austrália com a federação em 1º de janeiro de 1901.

## História
A história de Queensland se estende por milhares de anos, abrangendo tanto uma presença indígena prolongada quanto os tempos agitados de assentamentos pós-europeus. A região nordeste da Austrália foi explorada por navegadores holandeses, espanhóis e franceses antes de ser encontrada pelo tenente James Cook em 1770. O estado testemunhou uma guerra de fronteira entre colonos europeus e habitantes indígenas, que não resultou em nenhum acordo ou tratado, bem como a exploração de mão-de-obra barata proveniente do Pacífico Sul através de uma forma de recrutamento forçado conhecido na época como "blackbirding". O Partido Trabalhista Australiano tem sua origem como uma organização formal em Queensland e a cidade de Barcaldine é o berço simbólico do partido. Junho de 2009 marcou o 150º aniversário de sua criação como uma colônia separada de Nova Gales do Sul. Um registro raro da vida inicial dos colonos no norte de Queensland pode ser visto em um conjunto de dez placas de vidro fotográfico tiradas na década de 1860 por Richard Daintree, na coleção do Museu Nacional da Austrália.

### Chegada dos aborígenes australianos
Acredita-se que a ocupação aborígine em Queensland seja anterior a 50 000 a.C, provavelmente por barco ou ponte terrestre através do Estreito de Torres, e tenha se dividido em mais de 90 grupos de idiomas diferentes.
Durante a última era glacial, a paisagem de Queensland se tornou mais árida e desolada, tornando escassos alimentos e outros suprimentos. Isso levou à primeira tecnologia de moagem de sementes do mundo. O aquecimento novamente tornou a terra hospitaleira, o que provocou altas chuvas ao longo da costa leste, estimulando o crescimento das florestas tropicais na região do atual estado.

### Chegada dos europeus (1606)
Em fevereiro de 1606, o navegador holandês Willem Janszoon desembarcou perto do local onde hoje é Weipa, na costa oeste do Cabo York. Este foi o primeiro desembarque registrado de um europeu na Austrália e também marcou o primeiro contato relatado entre europeus e aborígenes australianos. A região também foi explorada por exploradores franceses e espanhóis (comandados por Louis Antoine de Bougainville e Luís Vaz de Torres, respectivamente) antes da chegada do tenente James Cook em 1770. Cook reivindicou a costa leste da Austrália sob instruções do rei Jorge III do Reino Unido em 22 de agosto de 1770 em Possession Island, com o nome de Austrália Oriental, a área incluía Queensland, mas na época era ainda parte da Colônia de Nova Gales do Sul.
A população aborígine diminuiu significativamente após uma epidemia de varíola durante o final do século XVIII. Houve controvérsia sobre as origens da varíola na Austrália, embora muitas fontes tenham afirmado que ela se originou dos colonos britânicos, essa teoria foi contradita por evidências científicas. Há evidências circunstanciais de que os navegantes makassares que visitaram a Terra de Arnhem foram quem introduziram a varíola na Austrália.
Em 1823, John Oxley, um explorador britânico, navegou para o norte do que é hoje Sydney para explorar possíveis locais para colônias penais em Gladstone (então Port Curtis) e na baía de Moreton. Na baía de Moreton, ele encontrou o rio Brisbane. Ele voltou em 1824 e estabeleceu um acordo no que é agora Redcliffe. O assentamento, inicialmente conhecido como Edenglassie, foi então transferido para o local atual do centro da cidade de Brisbane. Edmund Lockyer descobriu afloramentos de carvão ao longo das margens do rio Brisbane superior em 1825. Em 1839 cessou o transporte de condenados, culminando no fechamento do acordo penal de Brisbane. Em 1842, o estabelecimento livre foi permitido. Em 1847, o porto de Maryborough foi aberto como um porto de lã. O primeiro navio com imigrantes livres a chegar à baía de Moreton foi o Artemisia, em 1848. Em 1857, o primeiro farol de Queensland foi construído em Cape Moreton.

### Guerra fronteiriça

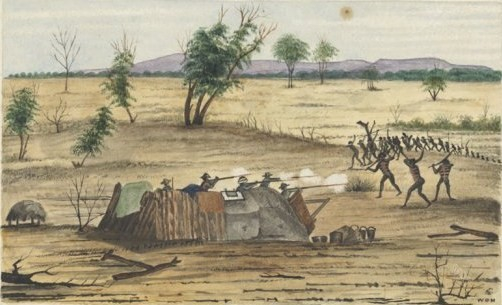
Luta entre aborígenes e colonos em Queensland

A guerra, às vezes chamada de "guerra do extermínio", eclodiu entre aborígines e colonos na Queensland colonial. A guerra fronteiriça foi notável por ser a mais sangrenta da Austrália, talvez devido à grande população indígena de Queensland quando comparada às outras colônias australianas. Cerca de 1 500 colonos europeus e seus aliados (compostos de assistentes chineses, aborígines e melanésios) foram mortos em conflitos de fronteira durante o século XIX. As baixas entre o povo aborígine podem ter excedido 30 000 mortos. A "Força Policial Nativa", empregada pelo governo de Queensland, foi fundamental para ajudar na opressão dos povos indígenas. Em 27 de outubro de 1857, os aborígenes que revidaram o fato de serem envenenados e estuprados por membros de família de colonos atacaram a estação pastoral do Hornet Bank no rio Dawson, matando onze pessoas. Este foi um dos maiores massacres de colonos britânicos por indígenas australianos. O maior massacre relatado de colonos por aborígenes foi em 1861, no rio Nogoa, onde 19 pessoas foram mortas. Um autor estima que 24.000 homens, mulheres e crianças aborígines morreram nas mãos da Polícia Nativa na Queensland colonial entre 1859 e 1897.

### Colônia de Queensland
Uma reunião pública foi realizada em 1851 para considerar a proposta de separação entre Queensland e Nova Gales do Sul. Em 6 de junho de 1859, a rainha Vitória assinou as cartas-patente para formar a colônia separada do que hoje é Queensland. A cidade de Brisbane foi apontada como a capital. Em 10 de dezembro de 1859, uma proclamação foi lida pelo autor britânico George Bowen, segunda a qual Queensland foi formalmente separada do estado de Nova Gales do Sul. Como resultado, Bowen se tornou o primeiro governador de Queensland. Em 22 de maio de 1860, foi realizada a primeira eleição em Queensland e Robert Herbert, secretário particular de Bowen, foi apontado como o primeiro primeiro-ministro de Queensland. Queensland também se tornou a primeira colônia australiana a estabelecer seu próprio parlamento, em vez de passar o tempo como uma colônia da coroa. Em 1865, a primeira linha ferroviária do estado foi aberta entre Ipswich e Grandchester.
A economia de Queensland expandiu rapidamente em 1867, depois que James Nash descobriu ouro no rio Mary, perto da cidade de Gympie, provocando uma corrida do ouro. Embora ainda significativa, as quantidades de ouro estavam em uma escala muito menor do que as descobertas em Vitória e Nova Gales do Sul.

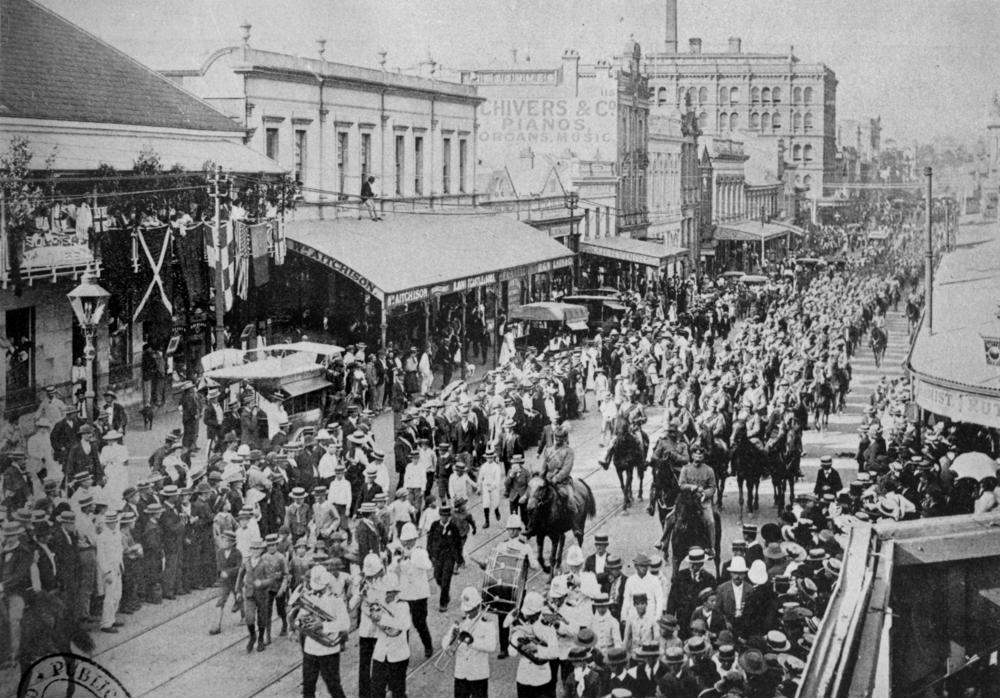
Desfile de tropas em Brisbane, antes da partida para a Guerra dos Bôeres na África do Sul

A imigração para a Austrália e Queensland, em particular, começou na década de 1850 para apoiar a economia do estado. Durante o período entre a década de 1860 e o início do século XX, muitos trabalhadores, conhecidos na época como Kanakas, foram trazidos para Queensland de países vizinhos das ilhas do Pacífico para trabalhar nos campos de cana-de-açúcar do estado. Algumas dessas pessoas foram sequestradas, e suas condições de emprego representavam trabalho forçado ou mesmo escravidão. Os italianos entraram na indústria da cana-de-açúcar já nos anos 1890. Durante a federação australiana de 1901, entrou em vigor a política da Austrália Branca, que viu todos os trabalhadores estrangeiros na Austrália deportados sob a Lei dos Trabalhadores das Ilhas do Pacífico de 1901, que viu a população do estado oriunda das ilhas do Pacífico diminuir rapidamente.

### Século XX

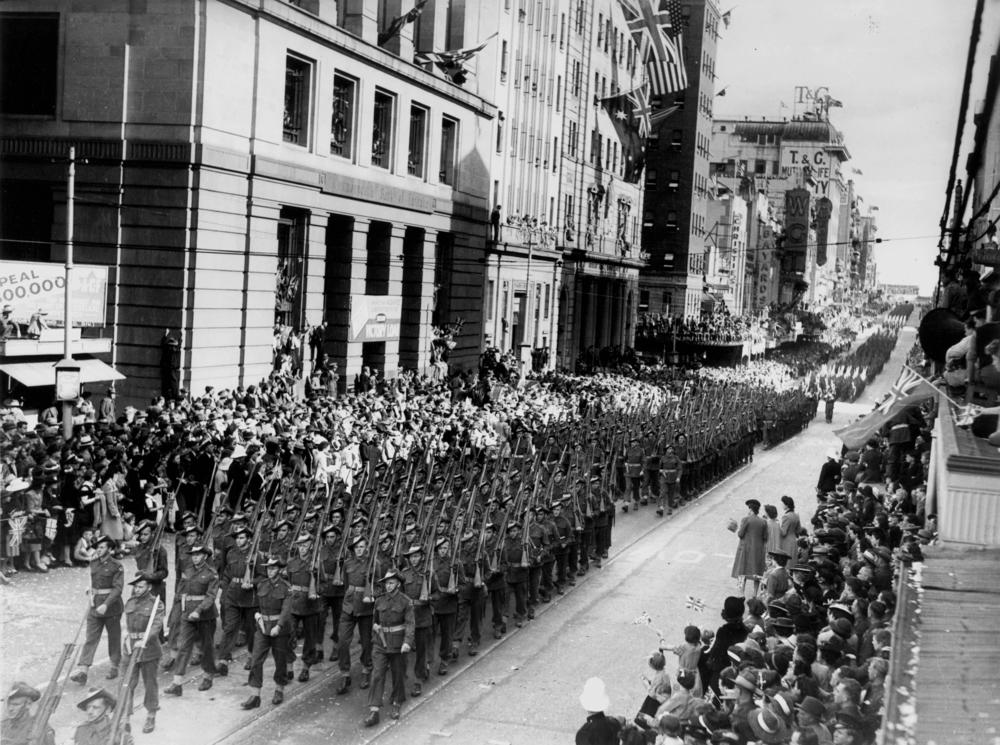
Soldados retornados da Segunda Guerra Mundial marcham na rua Queen, Brisbane, 1944.

Em 1º de janeiro de 1901, a Austrália foi federada após uma proclamação da rainha Vitória. Durante esse período, Queensland tinha uma população de meio milhão de pessoas. Brisbane foi posteriormente proclamada cidade em 1902. Em 1905, as mulheres votaram nas eleições estaduais pela primeira vez, e a Universidade de Queensland foi fundada em 1909. Em 1911, os primeiros tratamentos alternativos para a poliomielite foram pioneiros em Queensland e permanecem em uso em todo o mundo hoje. A Primeira Guerra Mundial teve um grande impacto em Queensland. Mais de 58 000 queenslanders lutaram na Primeira Guerra Mundial e mais de 10 000 deles morreram.
A primeira grande companhia aérea da Austrália, a Qantas, foi fundada em 1920 para atender o interior de Queensland.
Em 1922, Queensland aboliu a Câmara Alta, tornando-se o único estado com um parlamento estadual unicameral na Austrália.
Em 1935, os sapos-boi foram introduzidos deliberadamente em Queensland a partir do Havaí, numa tentativa mal planejada e malsucedida de reduzir o número de besouros franceses e besouros-da-cana que estavam destruindo as raízes das plantas de cana-de-açúcar, que eram parte integrante da economia de Queensland. Em 1962, a primeira produção comercial de petróleo em Queensland e na Austrália começou em Moonie.
O clima úmido, regulado pela disponibilidade de ar condicionado, fez com que Queensland se tornasse um local mais acolhedor para trabalhar e viver para os migrantes australianos. Até hoje, é uma das potências econômicas da Austrália e o terceiro estado mais populoso do país.

### Século XXI
Em 2009, Queensland comemorou o Q150, seu 150º aniversário como uma colônia e estado independente. O governo de Queensland e outras organizações do estado comemoraram a ocasião com muitos eventos e publicações, incluindo o anúncio dos 150 principais ícones de Queensland pela primeira-ministra de Queensland, Anna Bligh, e a criação de monumentos em pontos de pesquisa significativos da história de Queensland para homenagear os muitos exploradores e topógrafos que mapearam o estado.

## Geografia

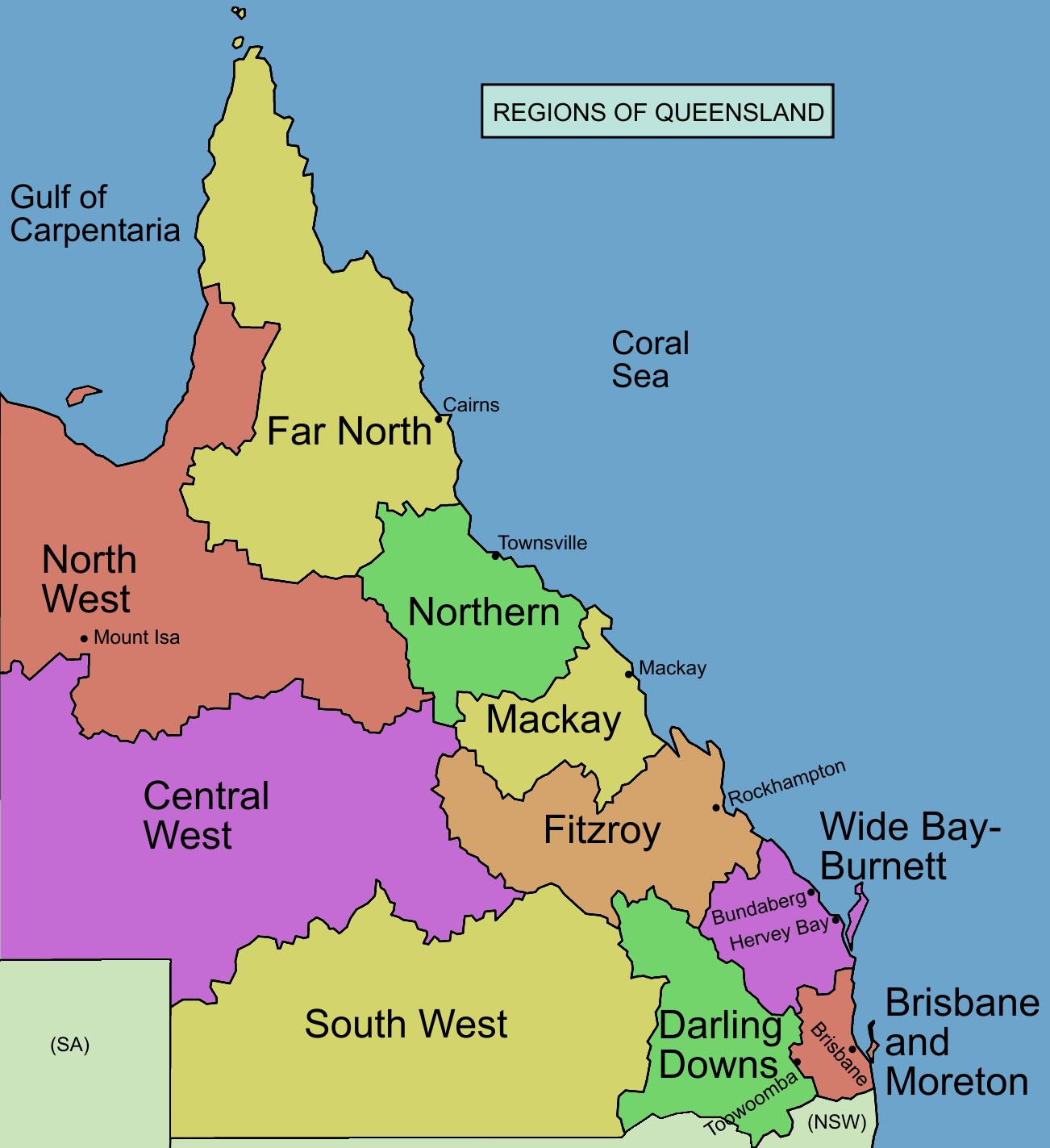
Regiões de Queensland.

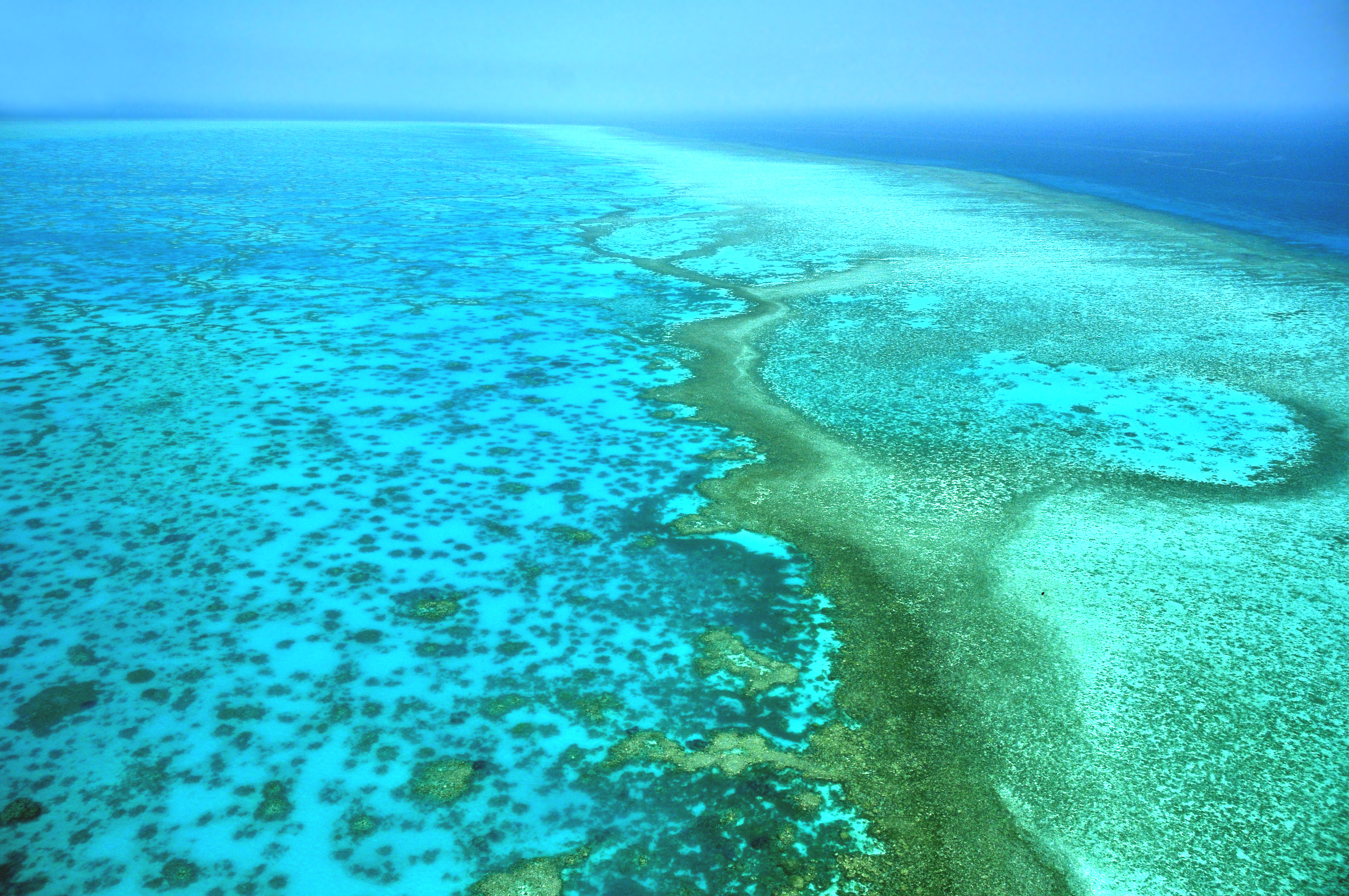
A Grande Barreira de Coral se estende ao longo da maior parte da costa de Queensland.

Queensland possui uma área extensa com uma grande variedade de climas e áreas geográficas. Se Queensland fosse uma nação independente, seria a 16ª maior nação do mundo em extensão territorial. A maior parte da população de Queensland está na costa leste, particularmente no sudeste. Como grande parte do leste da Austrália, Queensland tem uma cadeia de montanhas que corre aproximadamente paralela à costa, e as áreas a oeste, no interior dessa cadeia de montanhas, são muito mais áridas do que as regiões costeiras.
O estado de Queensland faz fronteira com o Estreito de Torres ao norte, com a Ilha Boigu na costa da Nova Guiné representando o extremo norte absoluto de seu território. A Península triangular do Cabo York, que aponta para a Nova Guiné, se estende até a parte mais ao norte do estado e do continente australiano. A oeste da ponta da península, o norte de Queensland faz fronteira com o Golfo de Carpentária, enquanto o Mar de Coral, um braço do Oceano Pacífico, faz fronteira com Queensland a leste. A oeste, Queensland é delimitada pelo Território do Norte, no meridiano 138 E, e a sudoeste pelo canto nordeste do estado da Austrália Meridional.
No sul, existem três seções que constituem sua fronteira; a bacia hidrográfica de Point Danger no rio Dumaresq; a seção da bacia envolvendo os rios Dumaresq, Macintyre e Barwon; e o paralelo 29 S (que inclui algumas características geográficas a sul do paralelo 29) até a fronteira com o estado da Austrália Meridional.
A capital do estado é Brisbane, uma cidade costeira a 100 quilômetros de estrada ao norte da fronteira de Nova Gales do Sul. O estado é dividido em várias regiões oficialmente reconhecidas. Outras regiões geográficas menores incluem os Planaltos de Atherton, o Cinturão de Granito e o Canal Country no extremo sudoeste.
Queensland tem muitas áreas de beleza natural, incluindo Sunshine Coast e a Gold Coast, lar de algumas das praias mais populares do estado; as Montanhas Bunya e a Grande Cordilheira Divisória, com inúmeros mirantes, quedas d'água e áreas para piquenique; o desfiladeiro de Carnarvon; as Ilhas Whitsunday; e a Ilha Hinchinbrook. O estado contém seis áreas de preservação listadas como Patrimônio Mundial: fósseis de mamíferos australianos em Riversleigh no Golfo County, Florestas Gondwana da Austrália, Ilha Fraser, Grande Barreira de Coral, Parque Nacional Lamington e os Trópicos Úmidos de Queensland.

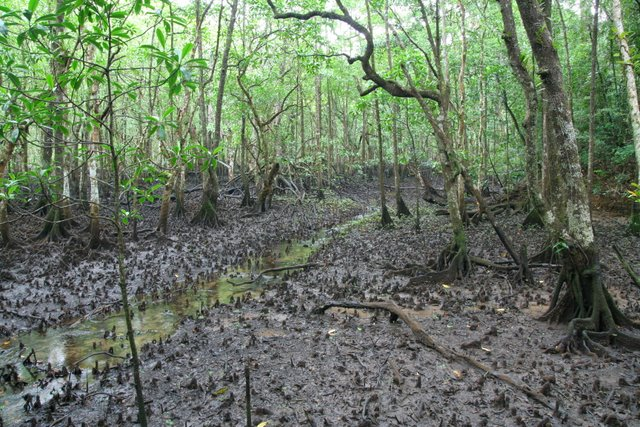
Pantanal de manguezais em Cape Tribulation.
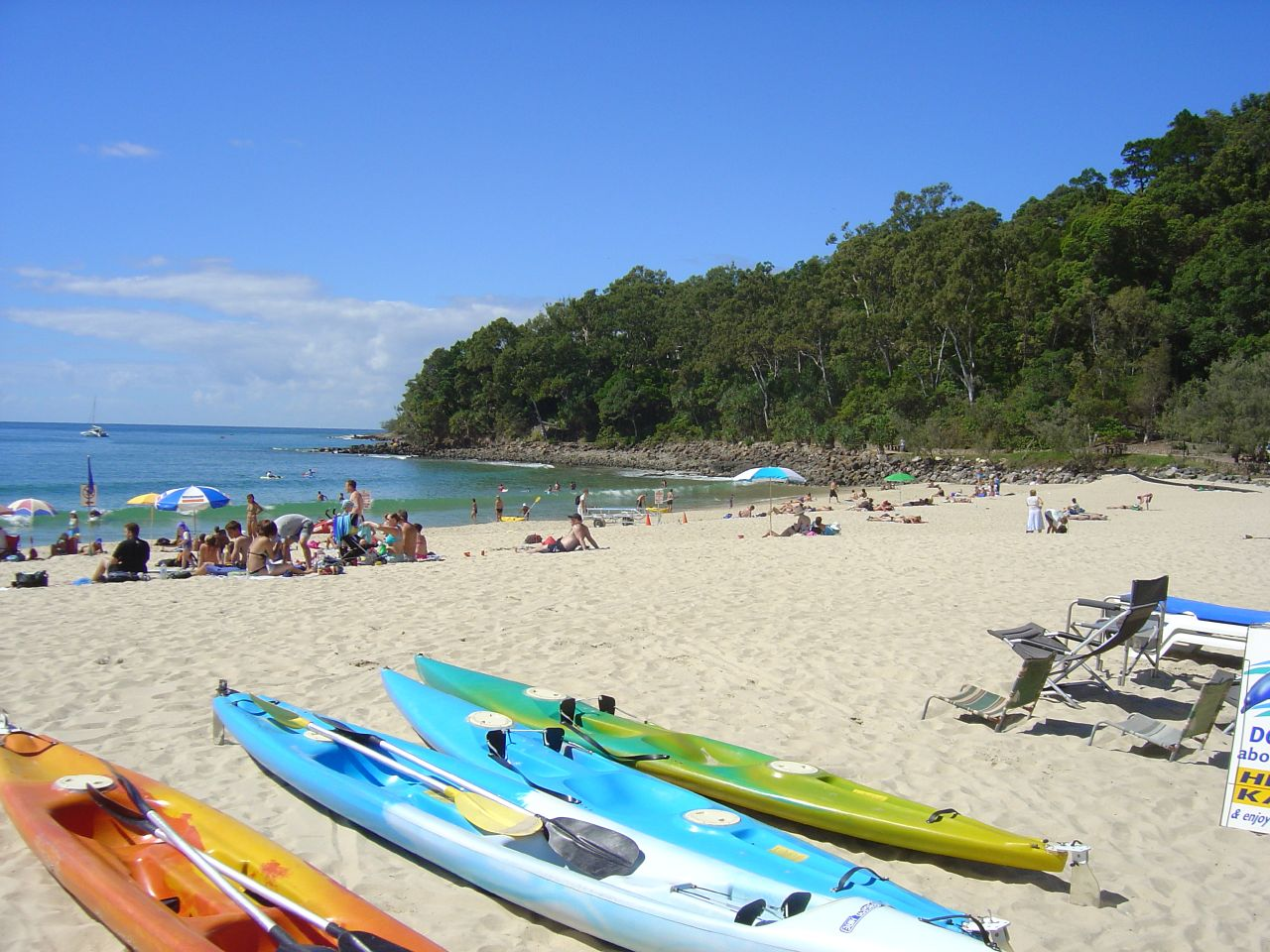
Praia Noosa Main
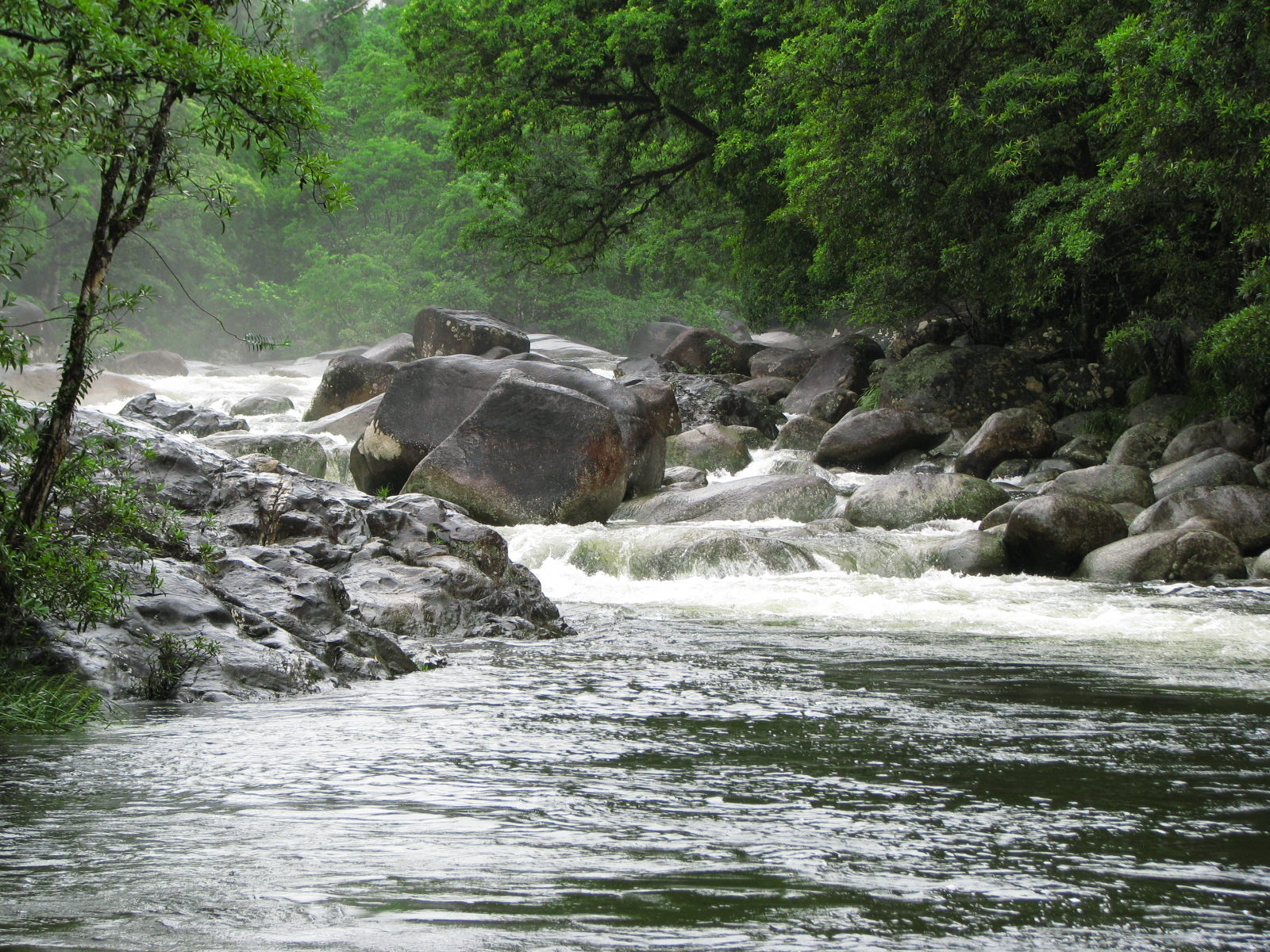
Rio Mossman durante a estação chuvosa.
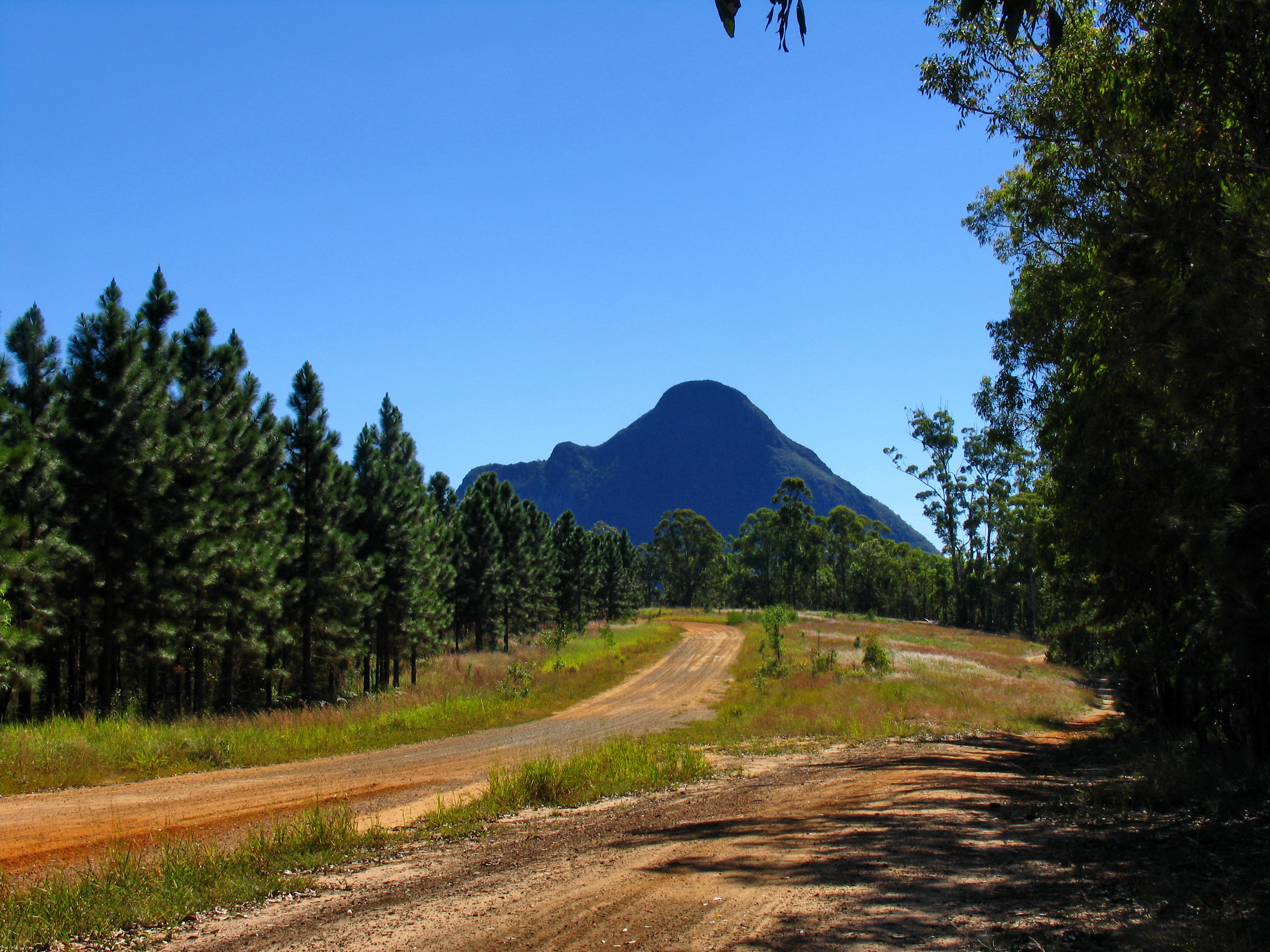
Montanhas Glass House

### Clima

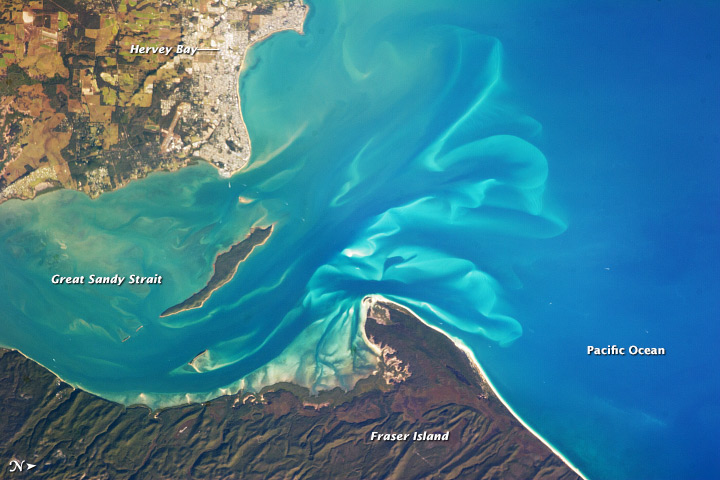
Estreito de Sandy visto da órbita.

Tipos climáticos em Queensland segundo a classificação climática de Köppen.

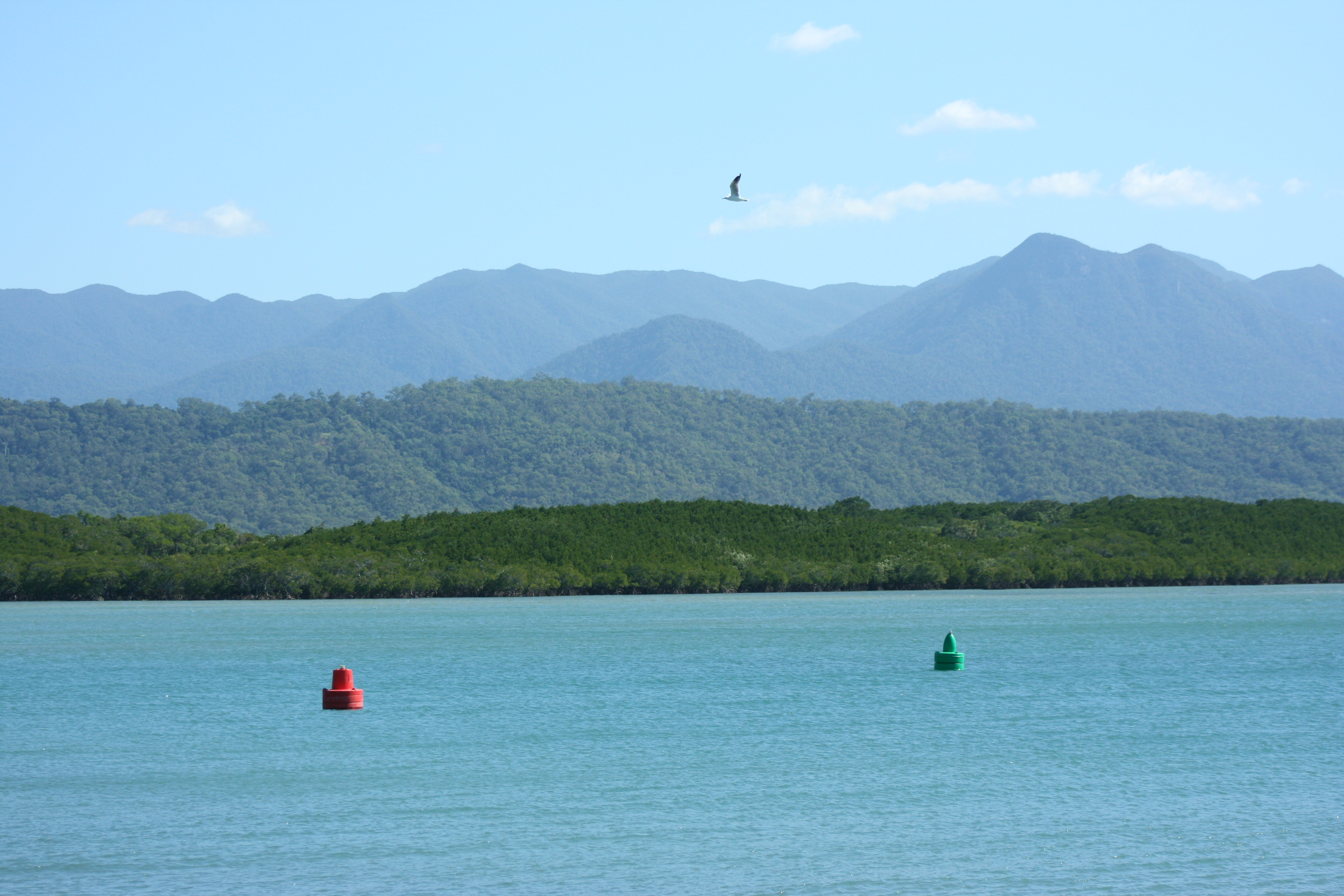
Dickon's Inlet, Port Douglas, em Queensland durante a estação seca.

Devido ao seu tamanho, há uma variação significativa no clima em todo o estado. As baixas chuvas e os verões quentes e úmidos são típicos no interior e oeste, uma estação de monções "úmida" no extremo norte e condições quentes e temperadas ao longo da faixa costeira. Áreas elevadas no interior do sudeste podem sofrer com temperaturas bem abaixo de zero no meio do inverno, proporcionando geada e, embora raramente, queda de neve. O clima da faixa costeira é influenciado pelas águas quentes do oceano, mantendo a região livre de temperaturas extremas e fornecendo umidade para as chuvas.
Desastres naturais são frequentemente uma ameaça em Queensland. Ciclones tropicais severos podem impactar a costa e causar danos graves, com exemplos recentes, incluindo os ciclones Larry, Yasi, Ita e Debbie. As inundações de sistemas de chuva também podem ser severas e podem ocorrer em qualquer lugar em Queensland. Uma das inundações mais mortais e prejudiciais da história do estado ocorreu no início de 2011. Secas e incêndios florestais também podem ocorrer; no entanto, estes últimos geralmente são menos graves do que aqueles que ocorrem nos estados do sul da Austrália. Tempestades severas na primavera geralmente afetam o sudeste e o interior do estado e podem trazer ventos prejudiciais, chuva torrencial, granizo e até tornados. O tornado mais forte já registrado na Austrália ocorreu em Queensland, perto de Bundaberg.
De acordo com a classificação climática de Köppen, Queensland possui uma grande variedade climática. No extremo norte do estado, predomina o clima tropical de savana (Aw), com pequenas zonas de clima equatorial (Af), clima de monção (Am) e subtropical úmido de inverno seco (Cwa). No sudeste do estado, ao longo da costa, predomina o clima subtropical úmido (Cfa) com pequenas áreas de clima oceânico (Cfb). No centro do estado, o clima semiárido quente (BSh) é o predominante. Já no centro-oeste e sudoeste do estado, o clima desértico quente (BWh), predomina, e essas são as áreas mais quentes e secas do estado.
Existem seis zonas climáticas predominantes em Queensland, com base na temperatura e umidade:
- zona de verão úmido e quente com inverno quente e úmido (extremo norte e litoral): Cairns, Innisfail
- zona de verão úmido e quente com inverno seco e quente (norte e litoral): Townsville, Mackay
- zona de verão úmido e quente com inverno seco e ameno (áreas costeiras elevadas e sudeste costeiro): Brisbane, Bundaberg.
- zona de verão seco e quente com inverno seco e ameno (interior e noroeste): Mt Isa, Emerald, Longreach
- zona de verão seco e quente com inverno seco e fresco (interior do sul): Roma, Charleville, Goondiwindi
- zona de verão úmido e quente com inverno seco e frio (áreas elevadas no sudeste): Toowoomba, Warwick, Stanthorpe

No entanto, a maioria da população de Queensland experimenta duas estações climáticas: um período de "inverno" de temperaturas amenas a quentes e chuvas mínimas, e um período de verão quente com temperaturas quentes e úmidas e níveis mais altos de chuva.
O litoral norte do estado é o lugar mais chuvoso da Austrália, com o Monte Bellenden Ker, ao sul de Cairns, mantendo muitos registros de precipitação com sua precipitação média anual de mais de 8 000 milímetros. Não é incomum que locais nesta área recebam mais chuva em 24 horas durante a estação chuvosa do que a maior parte de Queensland recebe em um ano. A neve é rara em Queensland, embora caia com alguma regularidade ao longo da fronteira do extremo sul com Nova Gales do Sul, predominantemente no distrito de Stanthorpe, embora em raras ocasiões mais ao norte e oeste. A neve mais ao norte já registrada na Austrália ocorreu perto de Mackay, no entanto, isso foi excepcional.
As estatísticas médias anuais para alguns centros de Queensland são mostradas abaixo:
| Cidade     | Temperatura mín.  | Temperatura máx.  | N.º de dias ensolarados | Precipitação          |
| ---------- | ----------------- | ----------------- | ----------------------- | --------------------- |
| Brisbane   | 15,7 °C (60,3 °F) | 25,5 °C (77,9 °F) | 113,1                   | 1.149,1 mm (45,24 in) |
| Mackay     | 19,0 °C (66,2 °F) | 26,4 °C (79,5 °F) | 123,0                   | 1.570,7 mm (61,84 in) |
| Cairns     | 21,0 °C (69,8 °F) | 29,2 °C (84,6 °F) | 89,7                    | 1.982,2 mm (78,04 in) |
| Townsville | 19,8 °C (67,6 °F) | 28,9 °C (84,0 °F) | 120,9                   | 1.136,7 mm (44,75 in) |

A temperatura máxima oficial mais alta já registrada no estado foi de 49,5 °C na Delegacia de Birdsville em 24 de dezembro de 1972, embora o Espectrorradiômetro de Imagem de Resolução Moderada (MODIS) no satélite Aqua da NASA medisse uma temperatura da superfície do solo de 69,3 °C. Essa temperatura foi a mais quente do mundo medida pelo MODIS em 2003. Queensland tem as máximas médias mais altas de qualquer estado australiano, e Stanthorpe, Hervey Bay, Mackay, Atherton, Weipa e Ilha Thursday são os únicos grandes centros populacionais que ainda não registraram uma temperatura acima de 40 °C.
A temperatura mais baixa já registrada foi de −10,6 °C, em Stanthorpe, em 23 de junho de 1961, e no The Hermitage (perto de Warwick) em 12 de julho de 1965. Temperaturas abaixo de 0 °C são, no entanto, geralmente incomuns na maior parte povoada do estado de Queensland.
| Dados climatológicos para Queensland | Dados climatológicos para Queensland | Dados climatológicos para Queensland | Dados climatológicos para Queensland | Dados climatológicos para Queensland | Dados climatológicos para Queensland | Dados climatológicos para Queensland | Dados climatológicos para Queensland | Dados climatológicos para Queensland | Dados climatológicos para Queensland | Dados climatológicos para Queensland | Dados climatológicos para Queensland | Dados climatológicos para Queensland | Dados climatológicos para Queensland |
| Mês                                  | Jan                                  | Fev                                  | Mar                                  | Abr                                  | Mai                                  | Jun                                  | Jul                                  | Ago                                  | Set                                  | Out                                  | Nov                                  | Dez                                  | Ano                                  |
| ------------------------------------ | ------------------------------------ | ------------------------------------ | ------------------------------------ | ------------------------------------ | ------------------------------------ | ------------------------------------ | ------------------------------------ | ------------------------------------ | ------------------------------------ | ------------------------------------ | ------------------------------------ | ------------------------------------ | ------------------------------------ |
| Temperatura máxima recorde (°C)      | 49,0                                 | 47,2                                 | 46,7                                 | 41,7                                 | 39,3                                 | 36,0                                 | 36,1                                 | 38,5                                 | 42,4                                 | 45,1                                 | 48,7                                 | 49,5                                 | 49,5                                 |
| Temperatura mínima recorde (°C)      | 5,4                                  | 3,3                                  | −0,2                                 | −3,5                                 | −6,8                                 | −10,6                                | −10,6                                | −9,4                                 | −5,6                                 | −3,6                                 | 0,0                                  | 2,2                                  | −10,6                                |
| Fonte: Bureau of Meteorology         |                                      |                                      |                                      |                                      |                                      |                                      |                                      |                                      |                                      |                                      |                                      |                                      |                                      |

## Demografia
Queensland é o segundo estado australiano mais descentralizado depois da Tasmânia, com aproximadamente 50% da população vivendo fora da capital do estado e 25% vivendo fora do sudeste. Queensland é o lar de muitas cidades regionais, sendo a mais populosa Brisbane. Logo em sequência, aparecem Gold Coast, Sunshine Coast, Townsville, Cairns, Toowoomba, Mackay, Rockhampton e Hervey Bay. Durante décadas, Queensland tem sido consistentemente o estado que mais cresce na Austrália, embora tenha havido períodos em que Vitória e Austrália Ocidental cresceram mais rapidamente.

### Centros urbanos
| Posição | Local                  | População | População | Região           |
| Posição | Local                  | 2016      | 2011      | Região           |
| ------- | ---------------------- | --------- | --------- | ---------------- |
| 1       | Brisbane               | 2 054 614 | 1 874 427 | Sudeste          |
| 2       | Gold Coast–Tweed Heads | 540 559   | 478 107   | Sudeste          |
| 3       | Sunshine Coast         | 243 337   | 209 263   | Sudeste          |
| 4       | Townsville             | 168 729   | 157 748   | Norte            |
| 5       | Cairns                 | 14 473    | 133 893   | Extremo Norte    |
| 6       | Toowoomba              | 100 032   | 96 567    | Darling Downs    |
| 7       | Mackay                 | 75 710    | 74 219    | Centro           |
| 8       | Rockhampton            | 61 214    | 61 724    | Centro           |
| 9       | Hervey Bay             | 52 073    | 4 868     | Wide Bay–Burnett |
| 10      | Bundaberg              | 50 148    | 4 975     | Wide Bay–Burnett |
| 11      | Gladstone              | 33 418    | 32 073    | Centro           |
| 12      | Maryborough            | 22 206    | 21 777    | Wide Bay–Burnett |
| 13      | Mount Isa              | 18 342    | 20 570    | Golfo Country    |
| 14      | Gympie                 | 18 267    | 17 285    | Wide Bay–Burnett |
| 15      | Nambour                | 18 181    | 16 250    | Sudeste          |

### Ancestralidade e imigração
No censo australiano de 2016, as ancestralidades mais comumente nomeadas foram: 
- Inglesa (41,3%)
- Australiana (37,9%)[nota 3]
- Irlandesa (13%)
- Escocesa (11,2%)
- Alemã (6,8%)
- Indígenas (4%)[nota 4]
- Chinesa (3,1%)
- Italiana (3%)
- Indiana (1,7%)
- Neerlandesa (1,6%)
- Neozelandesa (1,6)
- Maori (1,2%)
- Filipina (1,2%)

O censo de 2016 mostrou que 28,9% dos habitantes de Queensland nasceram no exterior. Apenas 54,8% dos habitantes tiveram ambos os pais nascidos na Austrália, sendo os próximos locais de nascimento mais comuns a Nova Zelândia, Inglaterra, Índia, China Continental e África do Sul. Brisbane tem a 26ª maior população imigrante entre as áreas metropolitanas do mundo.
Cerca de 4% da população, ou 186.482 pessoas, se identificaram como indígenas australianos, o que inclui aborígenes e nativos do Estreito de Torres.

### Línguas
No censo de 2016, 81,2% dos habitantes falavam apenas o inglês em casa, com os seguintes idiomas mais comuns: mandarim (1,5%), vietnamita (0,6%), cantonês (0,5%), espanhol (0,4%) e italiano (0,4%).

### Religiões
No censo de 2016, as afiliações religiosas mais citadas foram 'sem religião' (29,2%), catolicismo (21,7%) e anglicanismo (15,3%).

## Economia

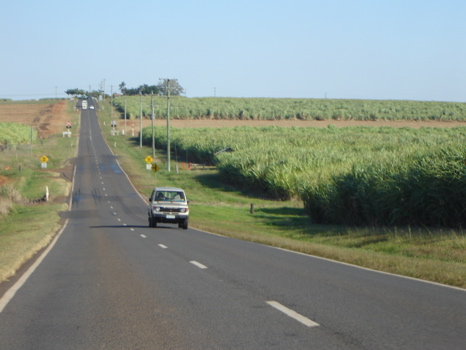
Campos de cana ao sul de Childers. O clima de Queensland é ideal para o cultivo da cultura.

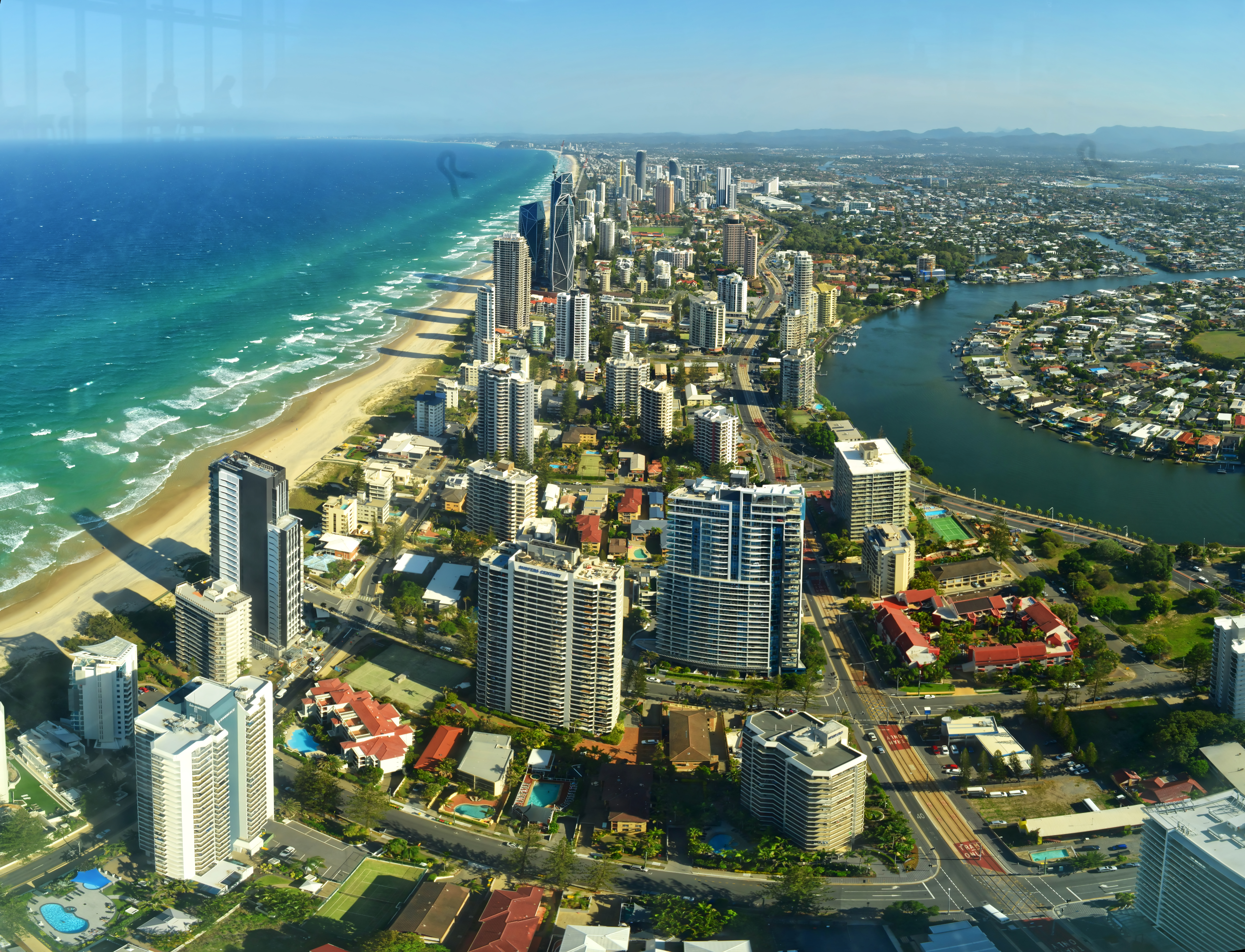
Panorama sul de Gold Coast, a partir do Q1 Skypoint em 13 de março de 2019

Nas décadas de 1870 a 1890, foram estabelecidos portos marítimos na costa, adjacentes à foz do rio Fitzroy. Broadmount ficava no lado norte e Port Alma no sul. As ferrovias foram subsequentemente construídas para transportar mercadorias para os cais nesses locais, a ferrovia para Broadmount sendo inaugurada em 1º de janeiro de 1898 e a linha para Port Alma aberta em 16 de outubro de 1911. A manutenção da linha de Broadmount cessou em agosto de 1929. No mês seguinte, o cais pegou fogo e a linha foi efetivamente fechada em julho de 1930. A linha para Port Alma foi fechada em 15 de outubro de 1986. A economia de Queensland teve um boom nas indústrias de turismo e mineração nos últimos 20 anos. Um influxo considerável de migrantes interestaduais e estrangeiros, grandes quantidades de investimentos do governo federal, aumento da mineração de vastos depósitos minerais e um setor aeroespacial em expansão contribuíram para o crescimento econômico do estado.
Entre 1992 e 2002, o crescimento do produto interno bruto (PIB) do estado de Queensland superou o de todos os outros estados e territórios da Austrália. Nesse período, o PIB de Queensland crescia 5,0% a cada ano, enquanto o crescimento do PIB da Austrália aumentava em média 3,9% a cada ano. A contribuição de Queensland para o PIB australiano aumentou 10,4% nesse período, um dos únicos três estados a conseguir isso.
As indústrias primárias incluem: banana, ananás, amendoim, uma grande variedade de outras frutas e legumes tropicais e temperados, lavouras de grãos, vinícolas, pecuária, algodão, cana-de-açúcar, lã e uma indústria de mineração, incluindo bauxita, carvão, prata, chumbo, zinco, ouro e cobre. No entanto, a mosca-da-fruta de Queensland (Bactrocera tyroni), uma praga nativa de Queensland, causa mais de A$ 28,5 milhões em prejuízos às culturas de frutas australianas por ano. Prevê-se que os danos só aumentem à medida que as temperaturas globais aumentam, já que o clima quente e úmido de Queensland é o habitat ideal dessa praga. As indústrias secundárias são principalmente processamento adicional dos produtos primários mencionados acima. Por exemplo, a bauxita é enviada por mar de Weipa e convertida em alumina em Gladstone. Há também refino de cobre e refino de cana-de-açúcar para açúcar em várias usinas ao longo da costa leste. As principais indústrias terciárias são as de comércio de varejo e turismo.
Os interesses em terras da Coroa em Queensland são regulados principalmente pela Lei da Terra de 1994.

## Turismo

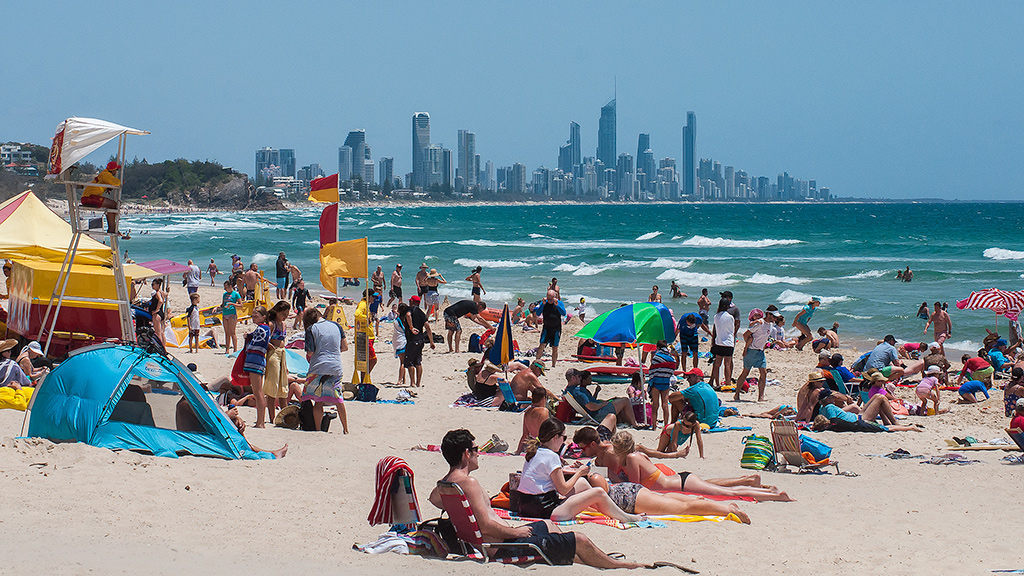
Verão na praia de Burleigh Heads com o horizonte de Gold Coast à distância. As praias de Gold Coast são mundialmente conhecidas.

O turismo é a principal indústria terciária de Queensland, com milhões de visitantes interestaduais e estrangeiros que lotam o estado ensolarado todos os anos. A indústria gera A$ 8,8 bilhões por ano, representando 4,5% do Produto Interno Bruto de Queensland. Possui uma exportação anual de A$ 4,0 bilhões anualmente. O setor emprega diretamente cerca de 5,7% dos cidadãos de Queensland.
Queensland é um estado de muitas paisagens que variam de ensolaradas áreas costeiras tropicais, florestas tropicais exuberantes a áreas interiores secas e montanhas temperadas. Os principais destinos turísticos de Queensland incluem: Brisbane, Cairns, Port Douglas e Floresta Tropical Daintree, Gold Coast, a Grande Barreira de Corais, Hervey Bay e Ilha Fraser, Townsville, Magnetic Island, Ilha North Stradbroke e Ilha South Stradbroke, Sunshine Coast, Ilha Hamilton, Ilha Daydream e Ilhas Whitsunday conhecidas por Airlie Beach e pela praia Whitehaven.
Cairns é conhecida como a "Porta de Entrada para o Recife de Coral" e as florestas tropicais de Daintree, listadas na herança. Gold Coast em Queensland também é conhecida como "Capital do Parque Temático da Austrália", com cinco grandes parques de diversões. Estes são o Dreamworld, o Movie World, o Sea World, o Wet 'n' Wild e o WhiteWater World.
As acomodações em Queensland atendem a quase 22% da despesa total, seguidas por restaurantes e refeições (15%), passagens aéreas (11%), combustível (11%) e compras e presentes (11%).

## Política
A autoridade executiva é nominalmente investida no governador, que representa e é formalmente nomeado, a conselho do primeiro-ministro, por Isabel II, rainha da Austrália. O atual governador é Paul de Jersey. O chefe de governo, que é o primeiro-ministro, cumpre as funções diárias do executivo do estado e é auxiliado pelo gabinete. Ele ou ela é nomeado pelo governador, mas deve ter o apoio da Assembleia Legislativa. O primeiro-ministro é, na prática, um membro líder da Assembleia e líder parlamentar de seu partido político, ou coalizão de partidos. A atual primeira-ministra é Annastacia Palaszczuk, do Partido Trabalhista. Outros ministros, formando o Conselho Executivo (que inclui membros do Gabinete), são nomeados pelo governador dentre os membros notáveis da Assembleia Legislativa por recomendação do primeiro-ministro. Na prática, eles são membros do partido do primeiro-ministro ou aliados a ele. Um Orador é eleito pela Assembleia para facilitar os procedimentos e a comunicação entre a Assembleia e o governador, geralmente sobre assuntos relacionados à prorrogação ou dissolução da Assembleia.

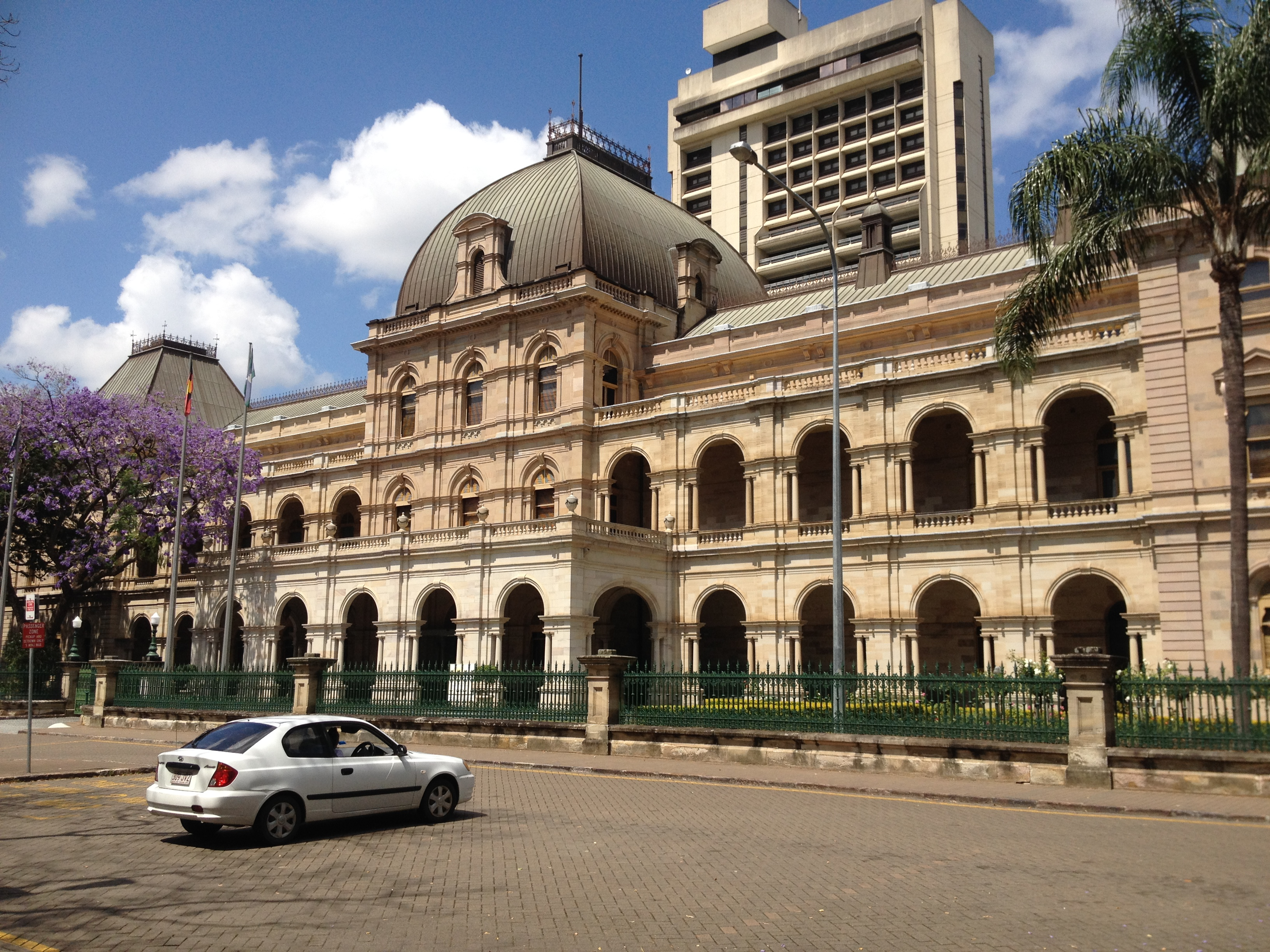
Casa do Parlamento, Brisbane

O Parlamento de Queensland ou a Assembleia Legislativa é unicameral. É o único estado australiano com uma legislatura unicameral. Um sistema bicameral existia até 1922, quando o Conselho Legislativo foi abolido pelo "esquadrão suicida" dos trabalhistas, assim chamado porque foram nomeados com o objetivo de votar para abolir seus próprios escritórios. O Parlamento está alojado na Casa do Parlamento do século XIX e no Anexo Parlamentar do século XX em Brisbane. A política do estado é tradicionalmente considerada conservadora em relação a outros estados.
Existem vários fatores que diferenciam o governo de Queensland de outros estados australianos. O legislador não tem câmara alta. Durante grande parte de sua história, o estado estava sob um gerrymander que favoreceu fortemente os eleitores rurais. Isso, combinado com a natureza já descentralizada de Queensland, significava que a política era dominada por interesses regionais. Queensland, juntamente com Nova Gales do Sul, anteriormente operava um sistema de votação conhecido como votação preferencial opcional para eleições estaduais. Isso é diferente do sistema eleitoral australiano predominante, o sistema de votação por voto alternativo e, na prática, está mais próximo de um primeiro passo após a votação (semelhante à votação usada no Reino Unido), que alguns dizem ser em detrimento de partidos menores. A próxima eleição em Queensland usará votação por voto alternativo.
Essas condições tiveram implicações práticas notáveis para a política em Queensland. A falta de uma câmara alta para uma revisão legislativa substancial significou que Queensland tem uma tradição de dominação por primeiros-ministros populistas de força de vontade, muitas vezes com tendências indiscutivelmente autoritárias, mantendo o cargo por longos períodos.
O sistema judicial de Queensland consiste no Supremo Tribunal e no Tribunal Distrital, estabelecido pela Constituição de Queensland, e vários outros tribunais e cortes estabelecidos pelos Atos do Parlamento de Queensland.
Em 2001, Queensland adotou uma nova constituição codificada, revogando a maioria dos diversos Atos do Parlamento que haviam constituído a constituição. A nova constituição entrou em vigor em 6 de junho de 2002, aniversário da formação da colônia de Queensland com a assinatura das cartas-patente pela rainha Vitória em 1859.

### Governo local
O governo local é o mecanismo pelo qual as cidades podem gerenciar seus próprios assuntos, na medida do permitido pela Lei do Governo Local de 1993–2007. Queensland é dividida em 77 áreas de governo local, que podem ser chamadas de cidades, vilas, condados ou regiões.
Cada área possui um conselho responsável por fornecer uma variedade de serviços e utilidades públicas e obtém sua receita de tarifas e encargos cobrados dos contribuintes residentes, além de concessões e subsídios dos governos estaduais e da Commonwealth.

## Educação

### Educação primária e secundária
A educação do estado é fornecida pelo Departamento de Educação (DoE), como um serviço público disponível para todas as crianças em Queensland. Nos primeiros anos de escolaridade, os alunos são vistos como alunos capazes que têm experiências diversas. Eles estão engajados em aprender a grade curricular de forma adaptada às necessidades e interesses dos jovens estudantes, e em experiências sociais e culturais com professores, famílias e suas comunidades.
As escolas e professores estaduais de Queensland concentram-se em apoiar a continuidade do aprendizado dos alunos e suas transições suaves entre os primeiros anos do ensino fundamental, como o jardim de infância e a preparação. O monitoramento do aprendizado dos alunos nos primeiros anos é importante para o planejamento do ensino e dos recursos escolares. Os dados do Eary Start e outras informações, por exemplo, o Censo Australiano de Desenvolvimento Inicial (AEDC), podem ser usados para tomar decisões sobre o apoio à aprendizagem de todos os alunos. O departamento está fornecendo novas escolas estaduais em áreas residenciais de alto crescimento para atender às necessidades das comunidades de Queensland. As escolas estaduais dão aos jovens uma educação de classe mundial com professores excepcionais, em ambientes modernos de aprendizagem de alta qualidade.

### Ensino superior

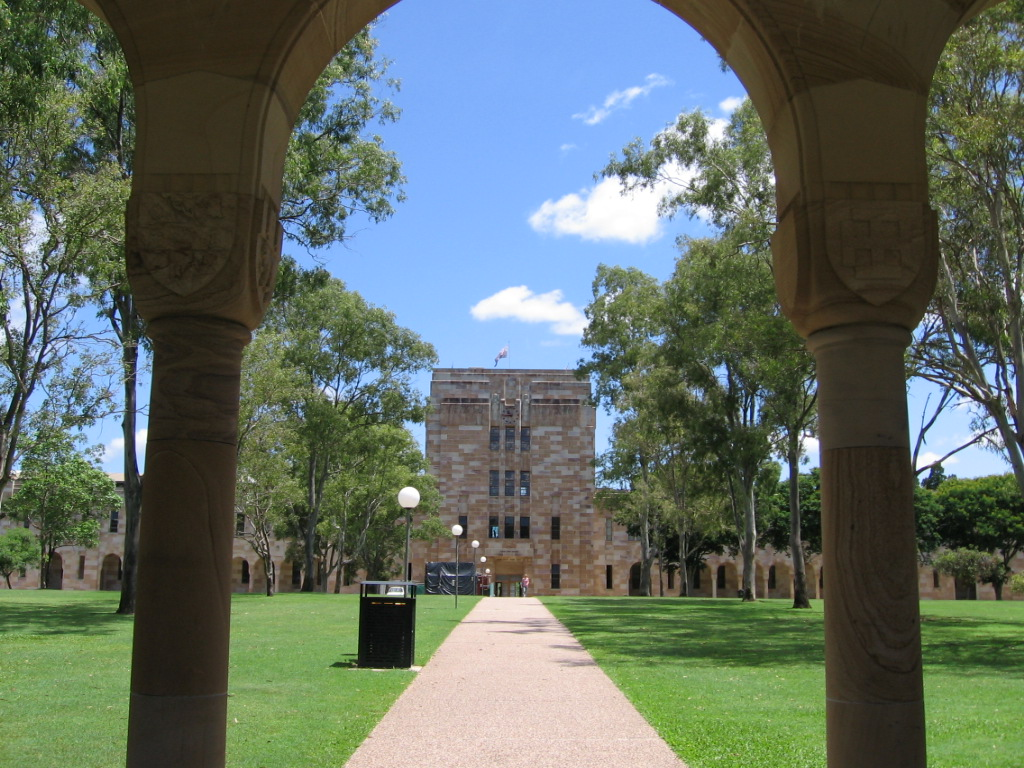
A Grande Corte, Universidade de Queensland

A primeira universidade do estado, a Universidade de Queensland, foi fundada em 1909. Foi transferida para St Lucia em 1945, onde permanece até hoje. A Universidade de Queensland está entre as 60 melhores universidades em todos os principais rankings globais.
A Universidade James Cook foi criada em 1970 para se tornar a primeira instituição de ensino superior no norte de Queensland. A Universidade Griffith foi fundada no subúrbio de Brisbane em Nathan em 1971. Em 1989, a Universidade de Tecnologia de Queensland foi aberta (anteriormente o Instituto de Tecnologia de Queensland) no distrito comercial central de Brisbane em Gardens Point. Todas essas universidades têm mais de um campus e são reconhecidas entre as principais universidades australianas.
A Universidade Bond foi fundada em 1989 como uma universidade particular sem fins lucrativos, a primeira desse tipo em Queensland e na Austrália. Está localizado em Robina, em Gold Coast. Em 1992, a Universidade do Centro de Queensland e a Universidade do Sul de Queensland ganharam o status de universidade dos Institutos de Tecnologias anteriormente operacionais e a nova Universidade de Sunshine Coast foi criada em 1994.
Em 1997, o Centro Aborígene Nacional de Artes Cênicas (ACPA) foi estabelecido e, em 2010, a Universidade de Southern Cross abriu um novo campus na parte sul da cidade de Gold Coast. A Universidade Católica Australiana também opera um campus em Brisbane.

## Transportes
Queensland é servida por várias rodovias nacionais e, principalmente no sudeste de Queensland, rodovias como a M1. O Departamento de Transportes e Estradas Principais supervisiona o desenvolvimento e operação das principais estradas e transportes públicos, incluindo táxis e aviação local.
Os principais serviços ferroviários são prestados pela Queensland Rail e Pacific National, predominantemente entre as principais cidades ao longo da faixa costeira a leste da Grande Cordilheira Divisória.

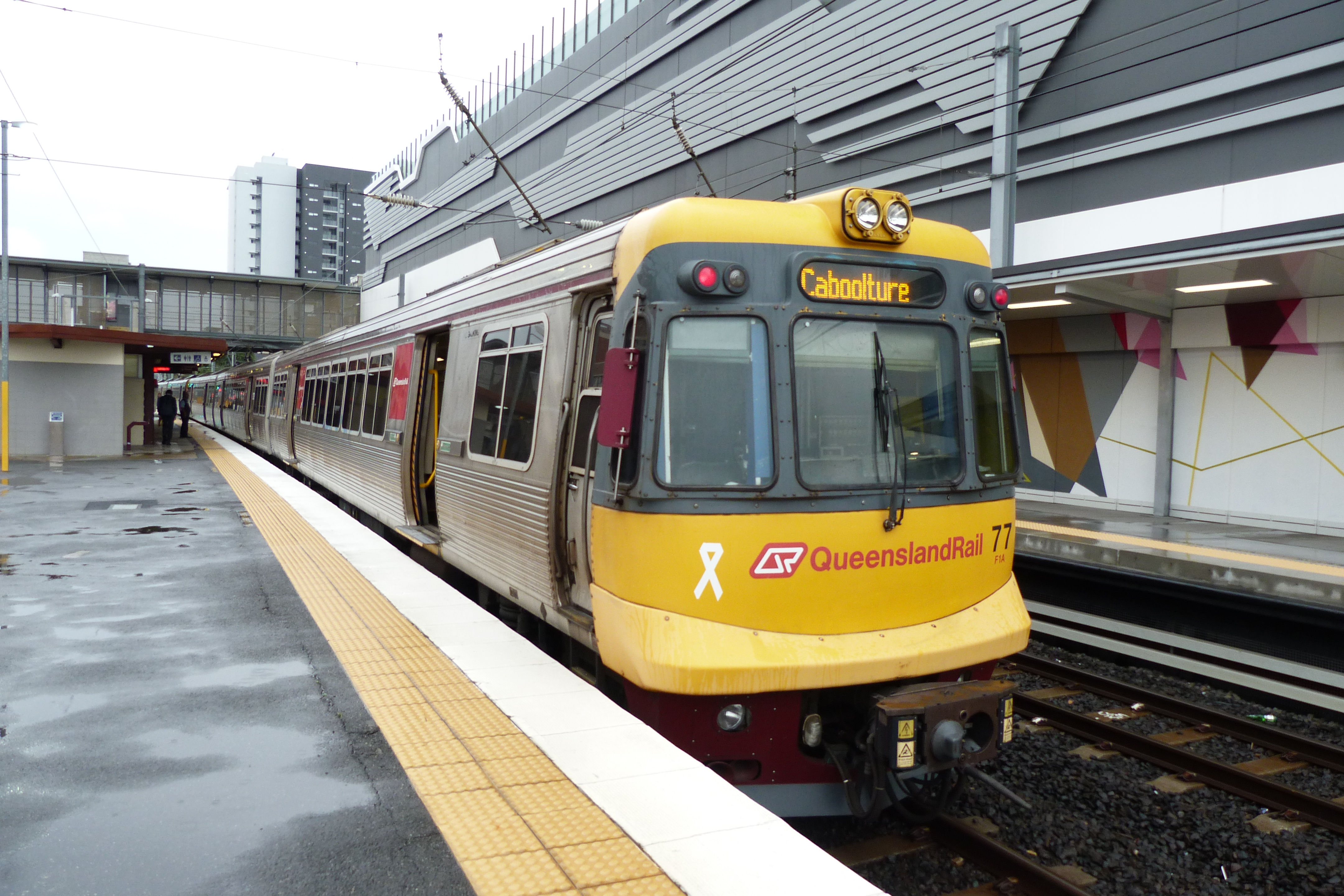
Um trem da série QR (Queensland Rail) na rede ferroviária do sudeste de Queensland

Os principais portos marítimos incluem o Porto de Brisbane e portos subsidiários em Gladstone, Townsville e Bundaberg. Existem grandes instalações de exportação de carvão em Hay Point, Dalrymple Bay, Gladstone e Abbot Point. O açúcar é outra grande exportação, com instalações em Lucinda e Mackay.
O aeroporto de Brisbane é o principal portão internacional e doméstico que serve o estado. Os aeroportos de Gold Coast, de Cairns e Townsville são os próximos aeroportos mais importantes, todos com vôos internacionais programados. Outros aeroportos regionais, com voos domésticos programados, incluem o Aeroporto Toowoomba Wellcamp, o Aeroporto Great Barrier Reef, o aeroporto de Hervey Bay, de Bundaberg, de Mackay, de Mount Isa, de Proserpine e Whitsunday Coast, de Rockhampton e o de Sunshine Coast.
O sudeste de Queensland possui um sistema integrado de transporte público operado pela TransLink, que fornece serviços de ônibus, trem, trem ligeiro e balsas através de operadores contratados de ônibus, barco e trens ligeiros e Queensland Rail. A rede TransLink opera um sistema de tarifas que permite que um único bilhete seja usado em todos os modos de transporte pelo mesmo preço, independentemente do número de transferências feitas na viagem. Serviços regionais de ônibus e trens de longa distância também são fornecidos em todo o estado. Os serviços de ônibus locais também estão disponíveis na maioria dos centros regionais.
Desde 2017, a cidade de Gold Coast opera a única rede de trem ligeiro de Queensland.